# クローシェ

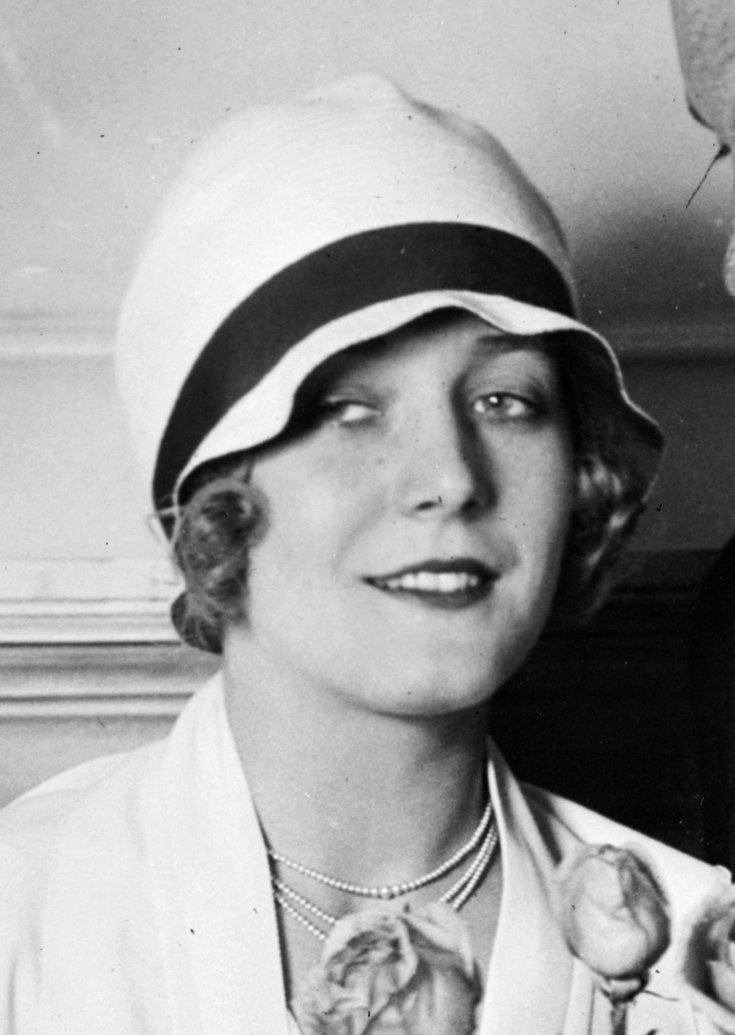
クローシェをかぶるサイレント期のスター女優、ヴィルマ・バンキー（1927年）

クローシェ（cloche）、あるいはクローシェ帽は、頭にフィットする釣り鐘型の帽子で、1908年に女性向けの帽子デザイナーであったカロリーヌ・ルブーが発明したもの。特に1922年から1933年にかけて流行した。クローシェの名は、フランス語の「ベル」(cloche)に由来する。
20世紀初頭、クローシェ帽の人気と影響力はピークに達した。ランバンやモリニューのようなオートクチュールの店が、自分たちの服に合致したデザインの帽子をつくろうとアトリエを構え、ミリナー（婦人帽子製造業）の世界に参入するようになった。当時はヘアスタイルもこの帽子に合うものが選ばれた。ショートカットをなでつけたジョセフィン・ベーカーのイートン・クロップは、まさにこの帽子の形を際立たせる理想的なヘアスタイルであり、大いに流行した。

## デザイン

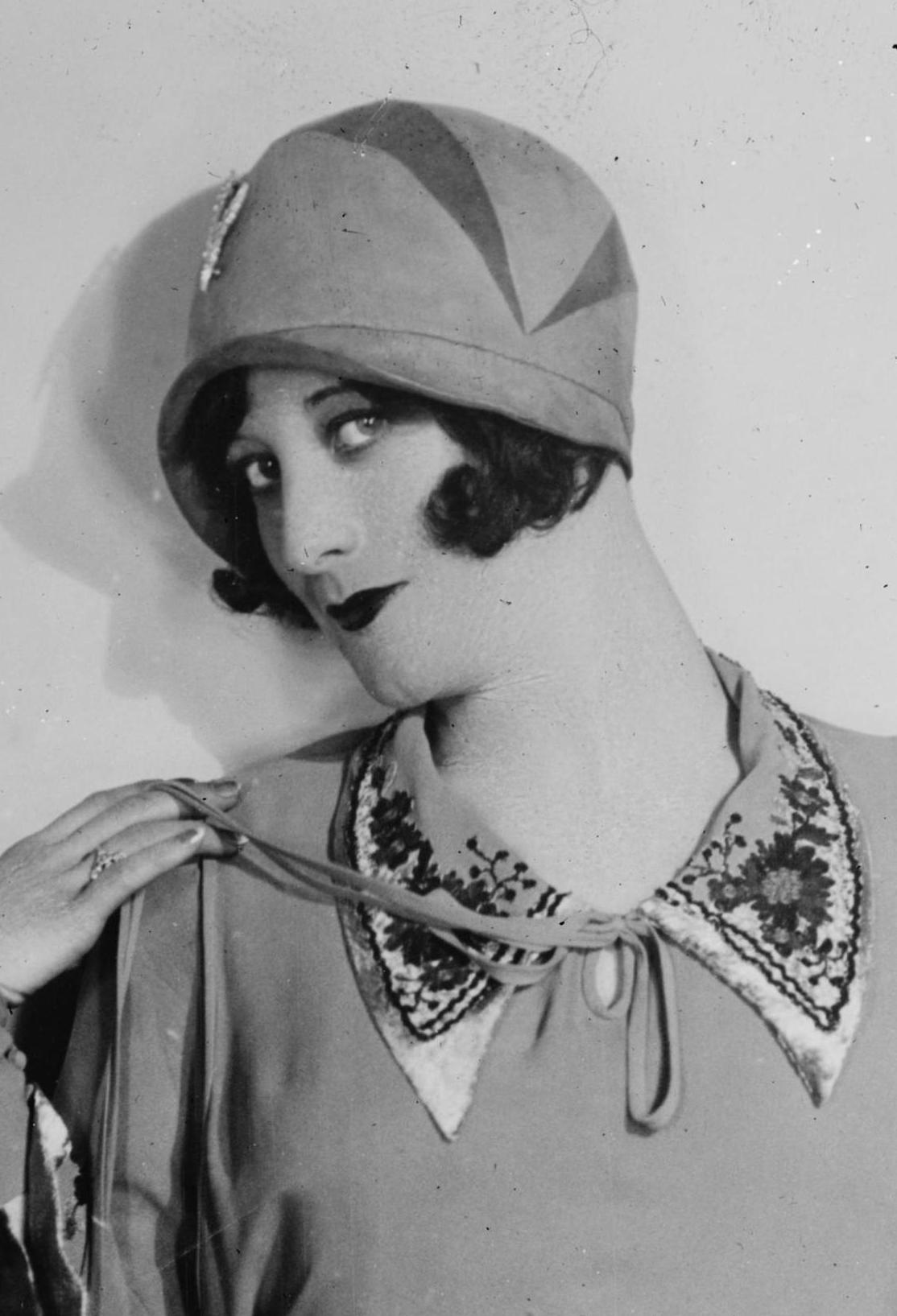
ジョーン・クロフォード(1927年）

クローシェはふつうフェルト素材でつくられているため頭になじみやすい。額を隠すように深くかぶるようデザインされていて、帽子のへりからわずかに眼がのぞくところまでかぶるのが一般的である。後に、サイザルやストロー素材で出来た夏用のクローシェもつくられたほか、夜会やカクテルパーティー、ダンス、ブライダルなどにもあわせられるよう、ビーズやレースをとりいれたものもつくられている。
特につばの形や縫製の仕方などには、同時代のアール・デコ様式から繰り返し多大な影響を受けている。よい帽子であればふつうは仕立てやシルエットが映えるようにシンプルに着こなすものだが、クローシェの場合は、アップリケや刺繍を施したり、ブローチやスカーフ、扇状の羽などをあしらうなどのアクセントが加えられた 。1920年代の終わりにはクローシェを浅くかぶるのが人気になり、1933年ないし34年になってクローシェが流行らなくなるまではこのスタイルが王道だった。

たいていクローシェにはいくつもの種類のリボンが添えられていた。このリボンはこの帽子を身につける女性に関する様々なメッセージを表すものであった。例えば人気があったのは矢のようなデザインのリボンであり、女性が独身であるが、すでに誰かに思いを寄せている、という意味である。あるいは堅く結んだリボンは既婚であることを、派手な蝶型のリボンは女性が独身でありかつ異性との交際に関心があることを示していた。

## 後年
クローシェは1960年代に二度目のブームを迎えた。1980年代後半にも、パトリック･ケリーがつばをボタン留めしたクローシェを提案するなど新たなスタイルが産み出され、再び静かな流行をみせている 。
クローシェは2007年の秋冬コレクションでも様々なデザイナーに取りあげられ、ファッション誌ELLEは、2007年9月号においてクローシェを「今期のオートクチュール的アクセサリー」と表現した。アンジェリーナ・ジョリーも1920年代を舞台にした映画「チェンジリング」（2008年）で、クローシェを身にまとっている。